# مكتبة سياتل المركزية

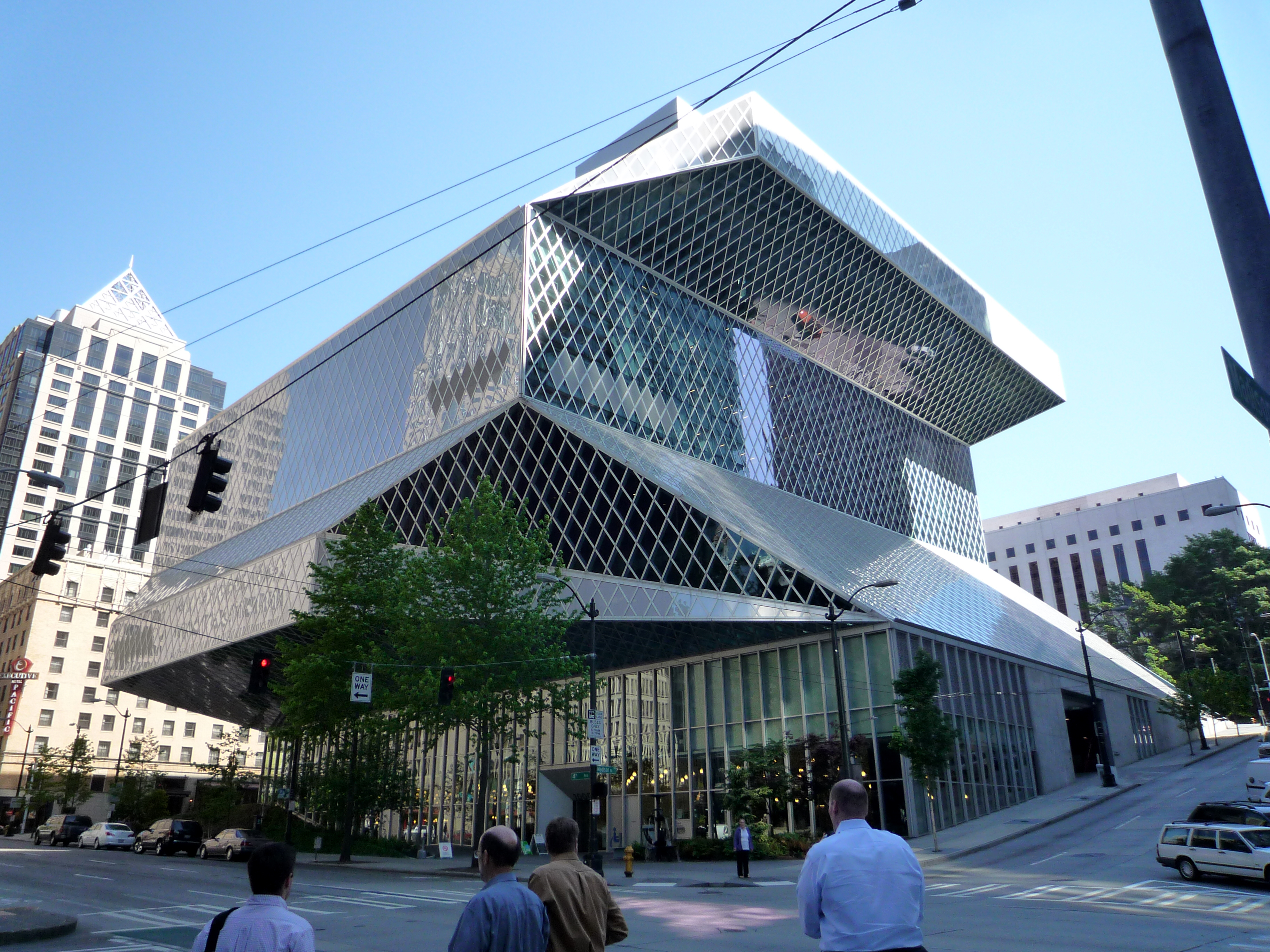
مكتبة سياتل المركزية.

مكتبة سياتل المركزية (بالإنجليزية: Seattle central library)‏ هي مكتبة تابعة لشبكة مكتبات مدينة سياتل في الولايات المتحدة. تتكون المكتبة من 11 طابقا مغطى بالزجاج المشبك بالحديد. قام تصميم هذه المكتبة المهندس المعماري الهولندي ريم كولهاس. وتم افتتاحها في 2004.

## مكتبة سياتل قبل مشروع كولهاس
منذ سنة 1891، كنا وسط مدينة سياتل يحتوي على مكتبة، ولكن الخدمات التي تقدمها المكتبة ضعيفة وغالبا ما تغير مقرها. أول مكتبة قارة كانت مكتبة كارنجي المركزية (Central Library Carnegie)، والتي افتتحت سنة 1906 وكانت تحتل مساحة 000 5 متر² صممها بيتر جي ويبر، تم بناؤها بفضل رعاية أندرو كارنجي، والذي سرعان ما ساهم في افتتاح خمسة مكتبات أخرى في سياتل.

بالرغم من أن حجمها كان كبيرا عن بنائها، إلا أن النمو السريع لمدينة سياتل جعلها تصغر كثيرا. ولهذا تم بناء مكتبة ثانية ذات طراز دولي وتتكون من خمسة طوابق بمساحة 000 20 متر². ثم توالت عملية التوسيع والتنظيم في المكتبة لكنها لم تكفِ لتوفير مساحة أكبر للقراء والباحثين، ولهذا تم توسعة المكتبة مرة أخرى في أواخر السنوات 1990.

## نحو مكتبة جديدة
تم اعتماد مشروع من قبل مدينة سياتل سنة 1998 لبناء مكتبة مركزية جديدة ومباني تباعة لها. مخطط «مكتبات للجميع» (Libraries for all) قدر ثمنه ب194.4 مليون دولار أمريكي، منهم 20 مليون دولار تقدم بهم بيل غيتس رئيس شركة مايكروسوفت التي تعتبر إحدى أهم شركات المدينة.
المهندسين ريم كولهاس وجوشوا راموس التابعين لمكتب متروبوليتان للهندسة المعمارية (OMA) تم تعيينهم مهندسين للمشروع بالتعاون مع مكتب سياتل لشركة أل أم أن أرشيتكتز.
أمينة المكتبة، ديبورا جاكوبس، كانت مرتبطة بالمشروع.

## مشروع ريم كولهاس

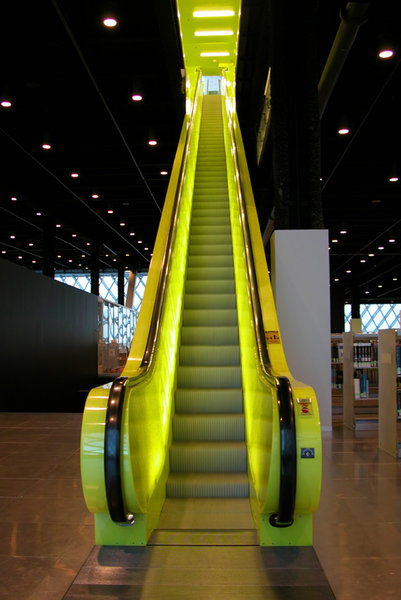
سلم متحرك داخل مكتبة سياتل المركزية.

تم بناء المكتبة في نفس مكان المكتبتين القديمتين التين دمرتا. يبلغ طول المكتبة 56 متر، في شكل غير منتظم، مغطى بالزجاج المشبك بالحديد. يمكن للمكتبة أن تحتوي على 000 450 1 أثر فني. وينتمي للمكتبة أيضا مأوى سيارات ذو 143 مكان (لم يكن موجودا مع المكتبة القديمة).

تم وضع فكرتين لتصميم المكتبة: الرغبة في إنشاء مكتبة جذابة، ثم تحديد محتواياتها اعتمادا على شكلها. بحيث توضع الكتب والأثار الفنية في مساحة واحدة على أربع طوابق لكي لا يتم غض النظر عن تصنيف ديوي العشري.

يمكن أن نجد في المكتبة عدة فضاء ات أخرى مثل «قاعة مايكروسوفت» في الطابق الأرضي، و«حجرة القراءة» و«قاعة تشارلز سيموني المختلطة» (حيث يمكن للقراء العثور على أمناء المكتبة الذين يساعدونهم في أبحاثهم والإجابة على أسألتهم) و«غرفة بيتي جين للقراءة» (غرفة قراءة تطل على خليج إليوت) في الطابق العاشر.

الكثير من العمليات تقع بصفة ألية (هياكل الإتصال، أخد وإسترجاع الكتب...) ويوجد أكثر من 400 حاسوب على ذمة القراء.

## الاستقبال
إذا كان الرأي العام في البداية مختلط، تم احتواء الأراء الناقدة من قبل المكتبة. كتب بول غولدبرغر في صحيفة النيويوركر أن هذه المكتبة هي «أكبر مكتبة بنيت من أكثر من جيل مضى، وهي الأكثر إثارة». تحصلت المكتبة على «جائزة البلاتين» من قبل المجلس الأمريكي للشركات الهندسية لأصالة التصميم الهيكلي للمكتبة. وكذلك تحصلت سنة 2005 على «جائزة الشرف الوطنية للهندسة المعمارية» من قبل الجمعية الأمريكية للمعماريين.

ومن جهة أخرى، بدأت المكتبة تواجه نقدا عاليا في الأونة الأخيرة، مثل لورانس شيك المنتقد المعماري لدى «سياتل بوست إنتليجنسر»، الذي أعاد النظر في البناء سنة 2007، ووجده أخيرا أنه «غير واضح المعالم، مجهول وغير مريح» وكذلك «لم يوظف جيدا»، وانتهى إلى أن الشكر الذي تلقاه المبنى في البداية كان «خطأ». 

في جميع الأحوال، استقبلت المكتبة 000 300 2 قارئ سنة افتتاحها، منهم 30% لا يقيمون في سياتل.

## معرض الصور

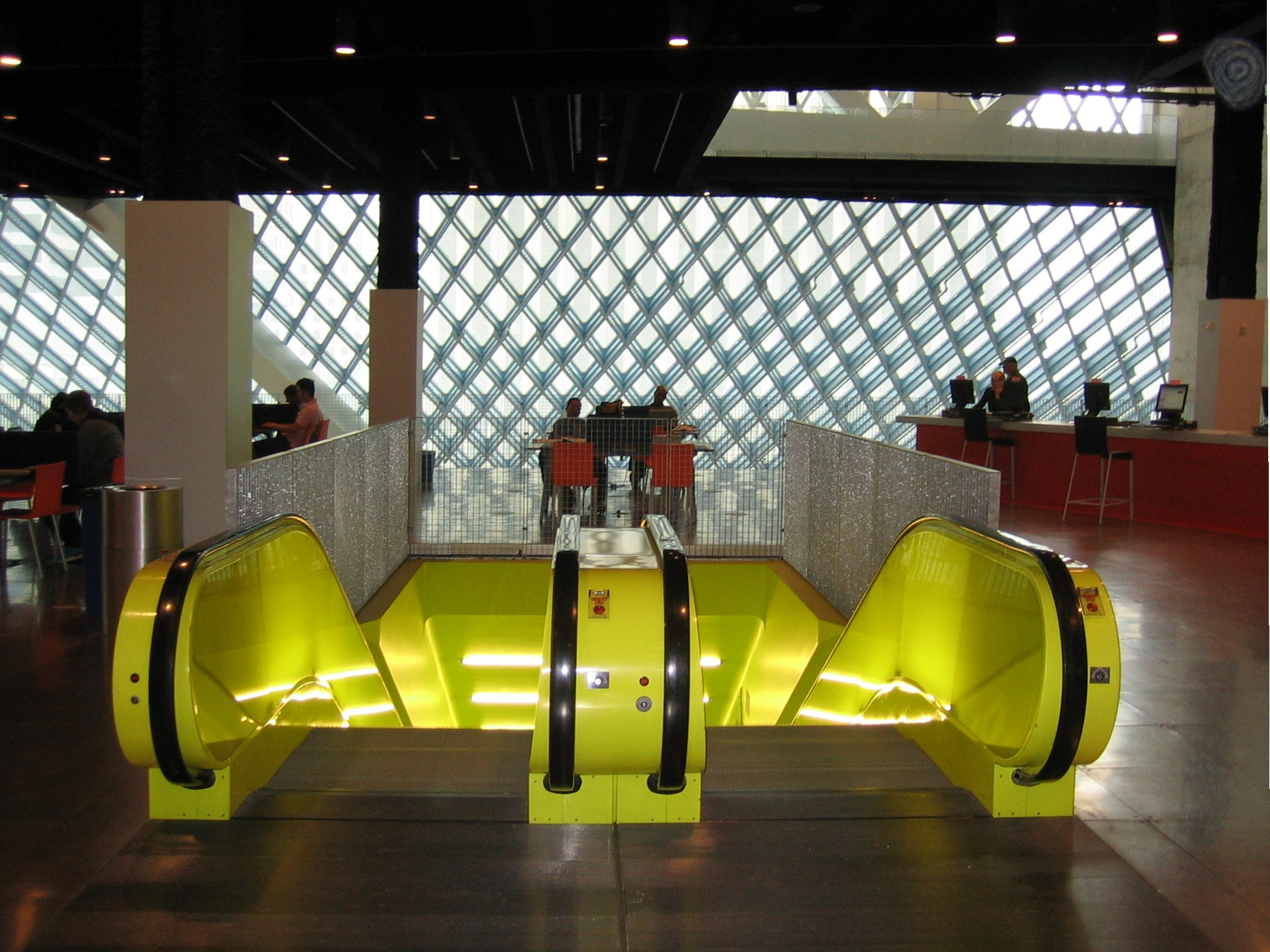
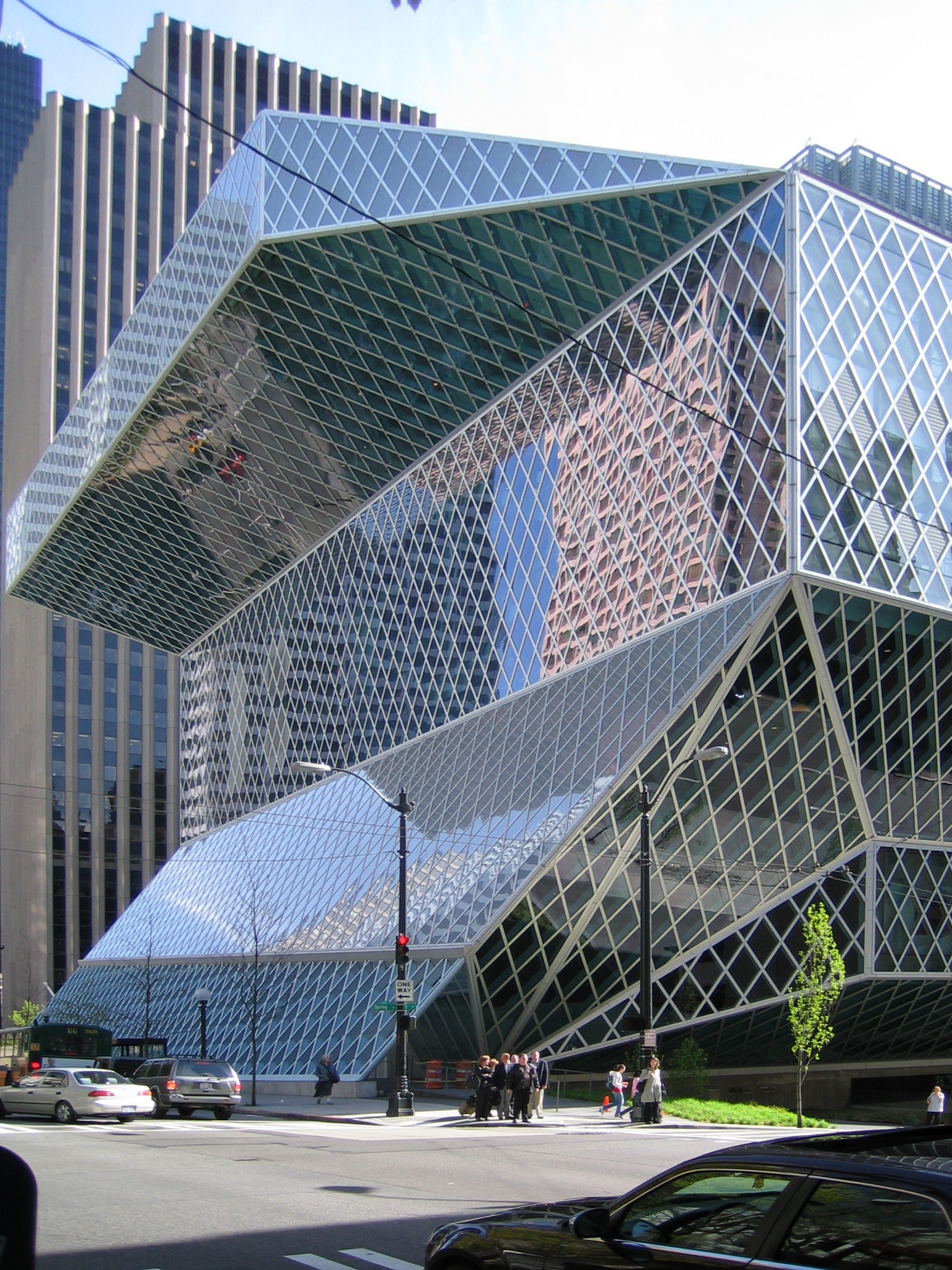
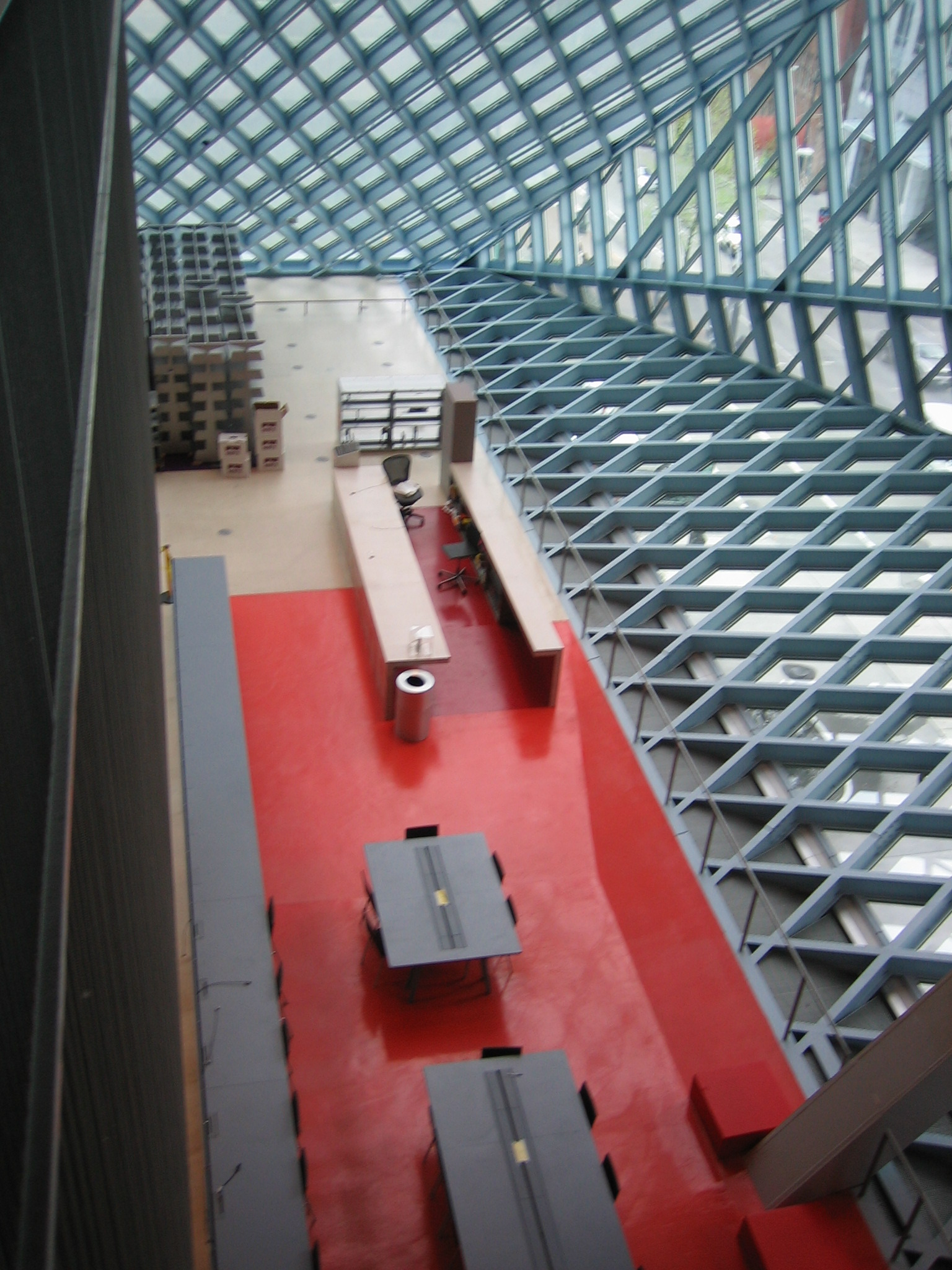
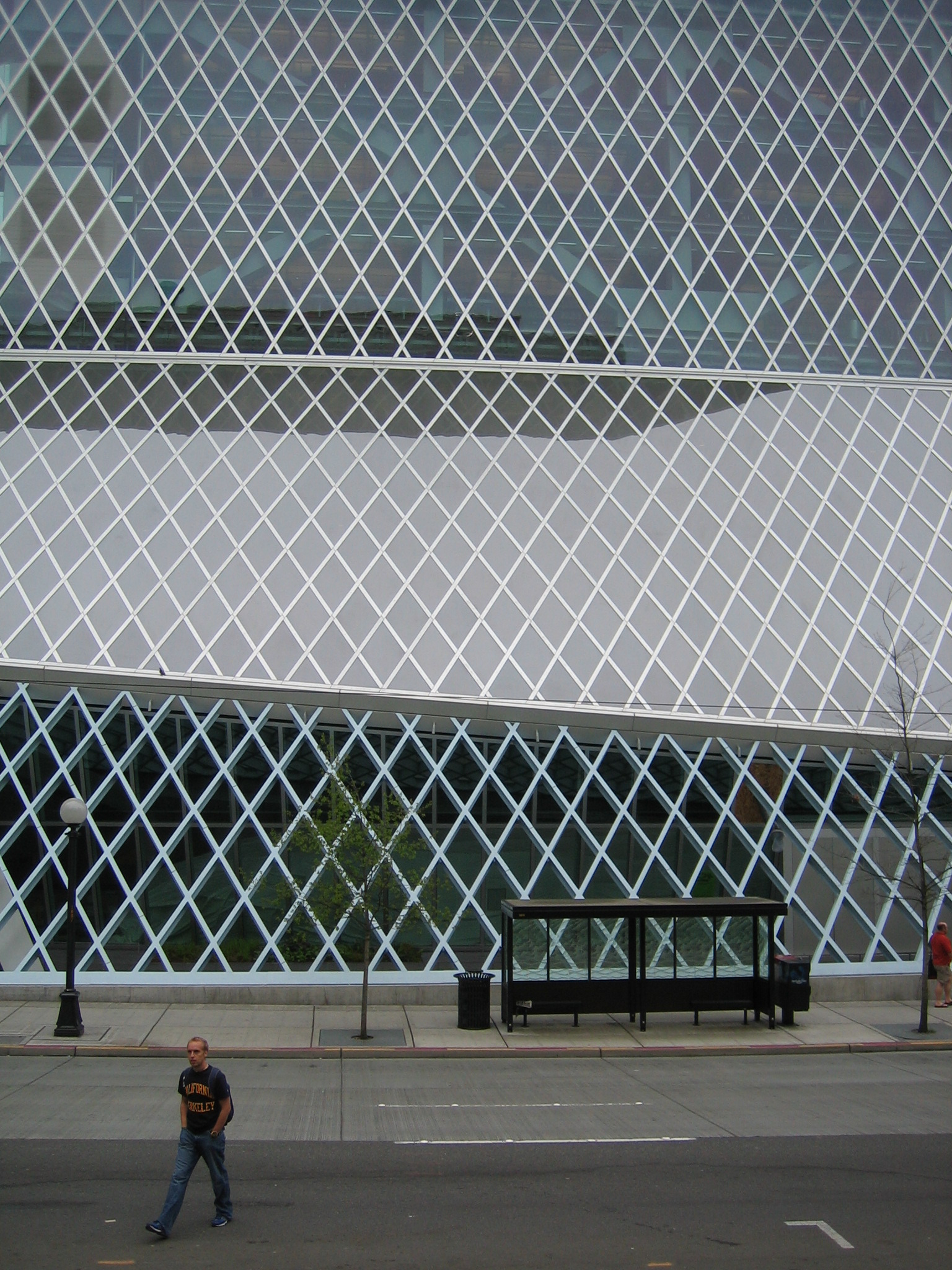
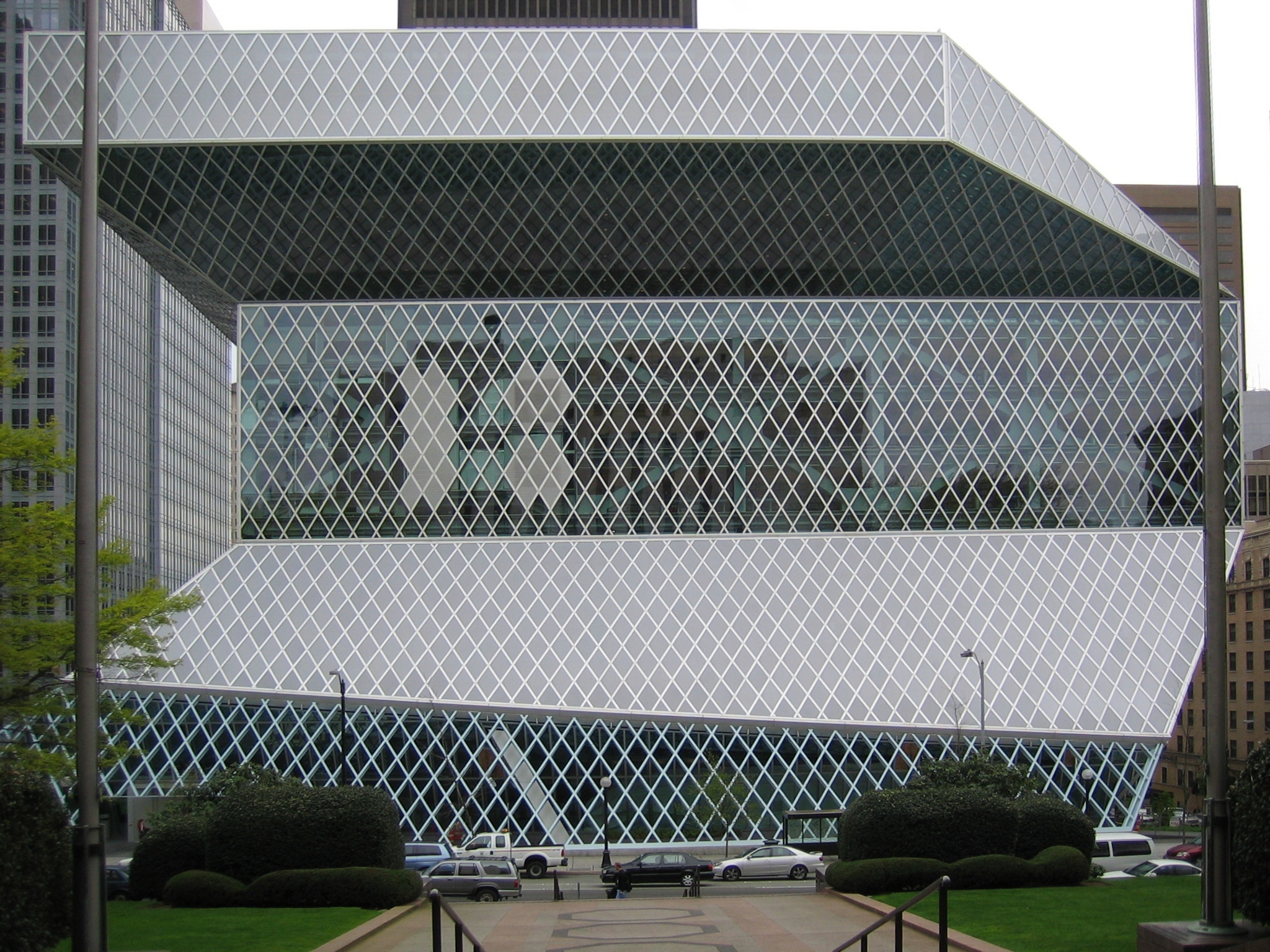
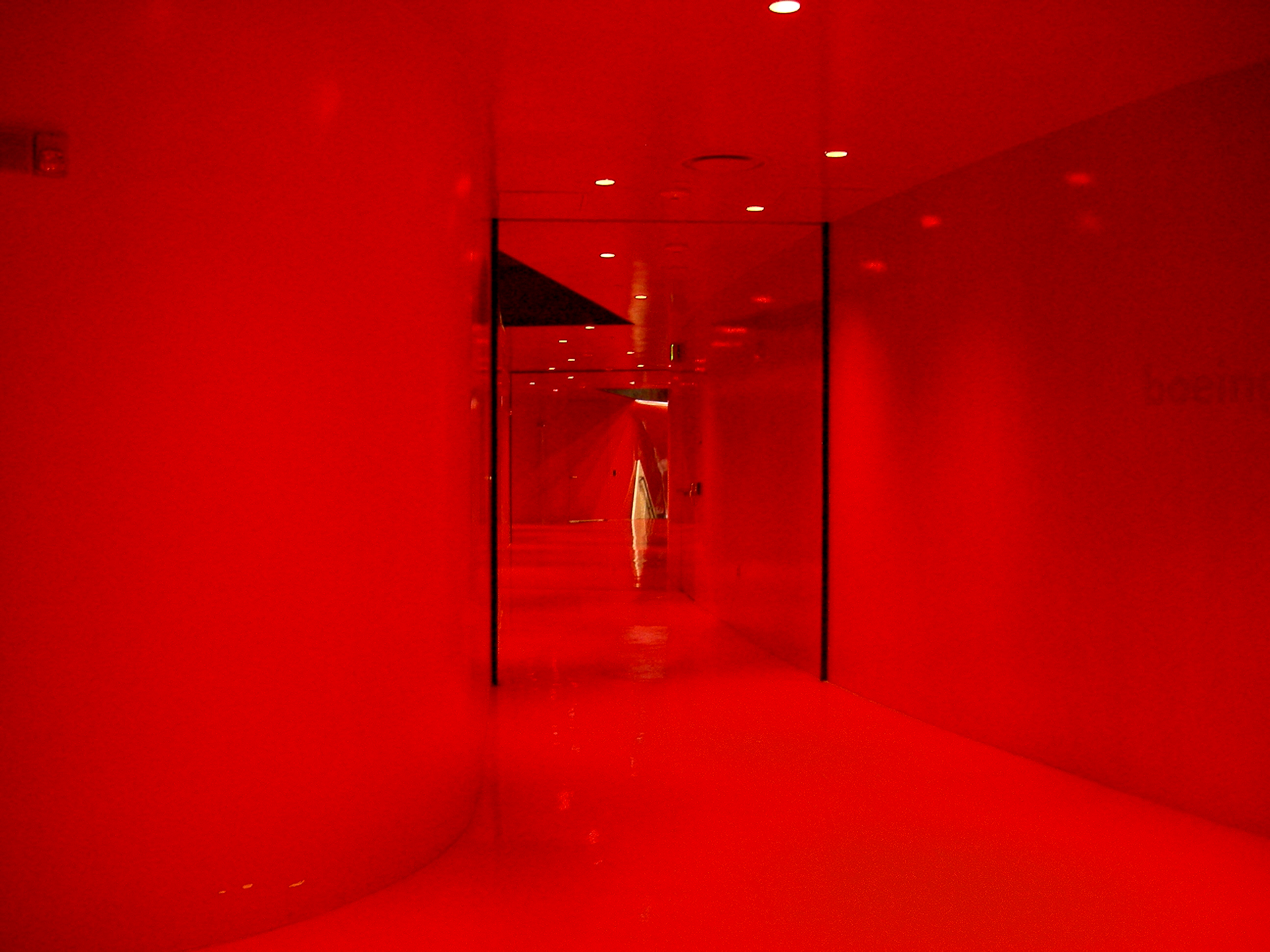

## روابط خارجية
- الموقع الرسمي للمكتبة.